# Simmers Peaks
Die Simmers Peaks sind drei bis zu 840 m hohe Berge im ostantarktischen Enderbyland. Sie ragen 21 km südöstlich des Kap Close und 18 km nördlich des Mount Codrington aus dem Antarktischen Eisschild auf.
Teilnehmer der British Australian and New Zealand Antarctic Research Expedition (1929–1931) unter der Leitung des australischen Polarforschers Douglas Mawson entdeckten sie 1930. Mawson benannte sie nach Ritchie Gibson Simmers (1905–1984), Meteorologe bei dieser Forschungsreise.